# Легіон мені ймення

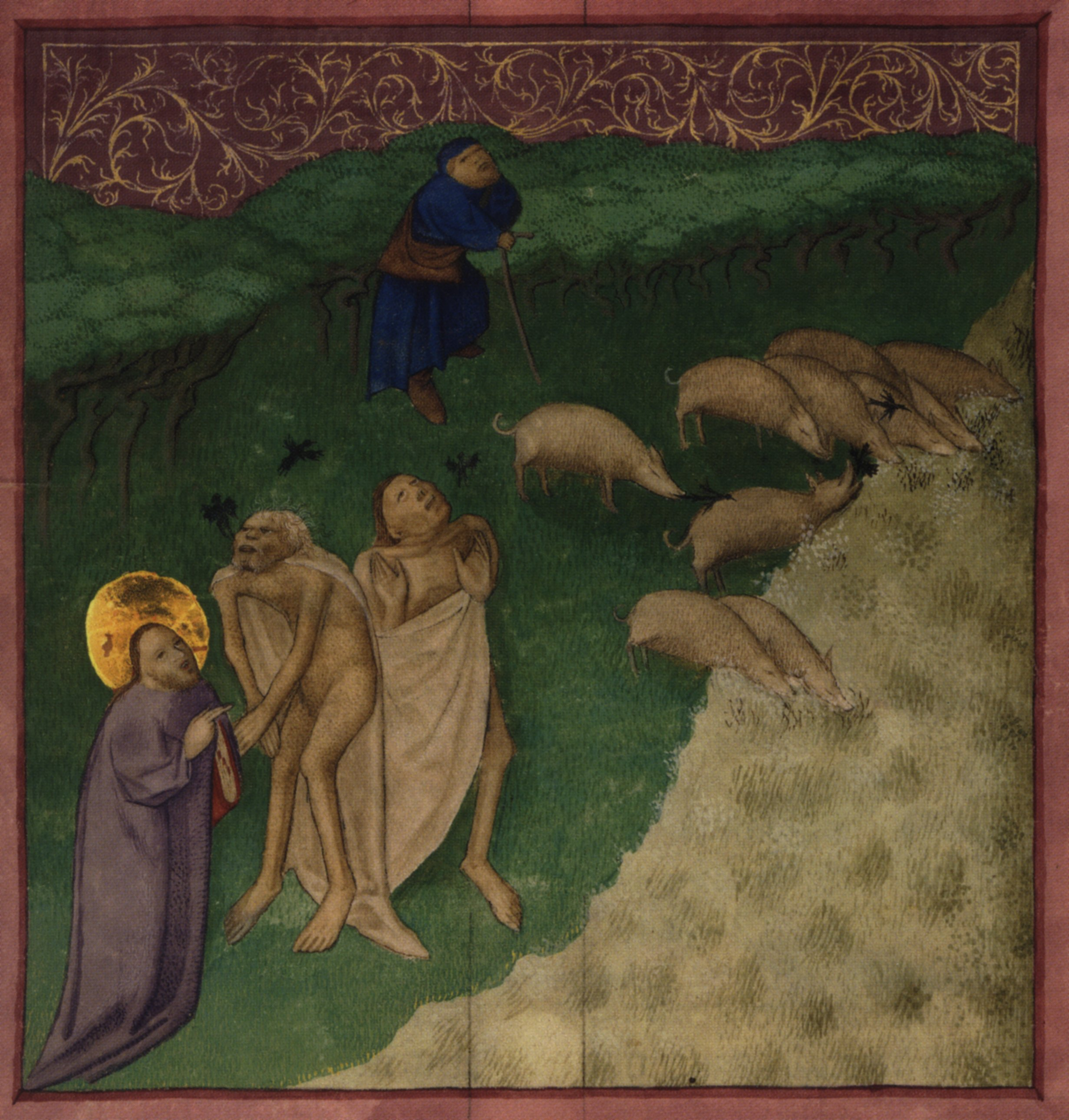
Зцілення біснуватих, «Австрійська Біблія», XV століття

«Легіон мені ймення» (лат. nomen illis legio) — крилатий вислів, що означає незліченну кількість чого-небудь, причому з негативною оцінкою того, що обчислюють. Вислів аналогічний старослов'янському — Їм же несть числа.

## Новий Заповіт
У Біблії (Євангеліє від Луки, гл. 8) описано, як Христос, мандруючи по Галілеї, приплив до землі Гадаринської. Там його побачила людина, в якому сидів злий дух і він жив в печерах. При зустрічі з Христом людина відчула біль і почала благати, щоб той його не мучив. Христос звелів злому духові вийти з людини, який покинув її не скоро. Син Божий запитав:
|  | Як тобі на ім'я? І той відказав: Легіон, бо багато ввійшло в нього демонів. І благали Його, щоб Він їм не звелів йти у безодню. |

Недалеко пасся великий гурт свиней. На прохання демона, Христос дозволив їм увійти в них. Демон залишив людину і увійшов в свиней, які кинулась із кручі у море. Пастухи, які це бачили, втекли і розповіли в селах всім про це диво:
|  | І вийшли побачити, що сталось. І прийшли до Ісуса й знайшли, що той чоловік, що демони вийшли із нього, сидів при ногах Ісусових вдягнений та при умі, і полякались... Самовидці ж їм розповіли, як видужав той біснуватий. |

Після цього чоловік просив Ісуса, щоб залишитись з ним, але Син Божий звелів йому повертатися додому і розповісти про речі, які вчинив йому Бог.
Таким чином, в Священному Писанні вперше говориться про те, що людина може бути одержима багатьма бісами.
Даром вигнанням бісів спочатку володів тільки Ісус Христос. Згодом, після сходження Святого Духа на апостолів, вони також отримали цей дар. Теологи стверджують, що саме через них, засновників Християнської церкви, ця здатність перейшла до їх послідовників — священників.

## Значення терміна
Ім'я «легіон», яким назвав себе демон, було військовим терміном, який позначав підрозділ в римській армії, що складався з 3–5 тисяч людей. Він цілком міг бути командиром такої групи. Це велика кількість вказує на ступінь одержимості людини.

## Вислів у культурі

### Музика
- Legion — другий студійний альбом дез-металевої групи Deicide.
- «Легіон» — пісня українського гурту Fleur

### Кіно
- «Легіон» — постапокаліптичний фільм (2009)

### Комп'ютерні ігри
- Квест Fallout: New Vegas «Легіон ймення мені»[3].
- Легіон — ім'я одного з персонажів серії відеоігор Mass Effect.
- Легіон — один із персонажів відеогри Dead by Daylight.

### Мистецтво

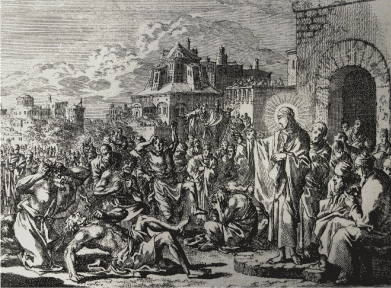
Марка Євангеліє від Марка Ісус Христос протистоїть нечистоті Зображення 1 з 7. Христос зцілює одержимих. Ян Луйкен
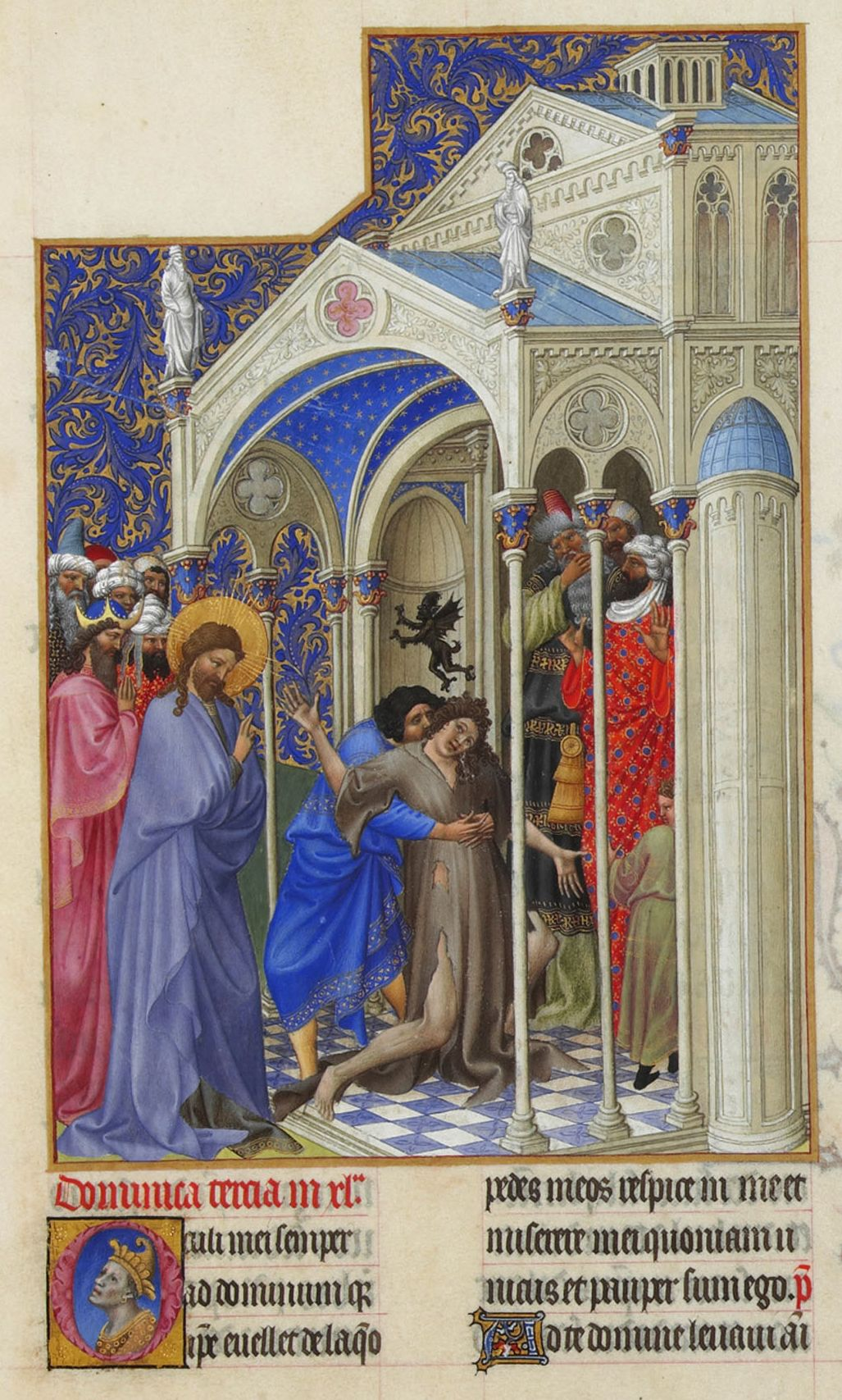
Книжкова мініатюра. Езокиризм
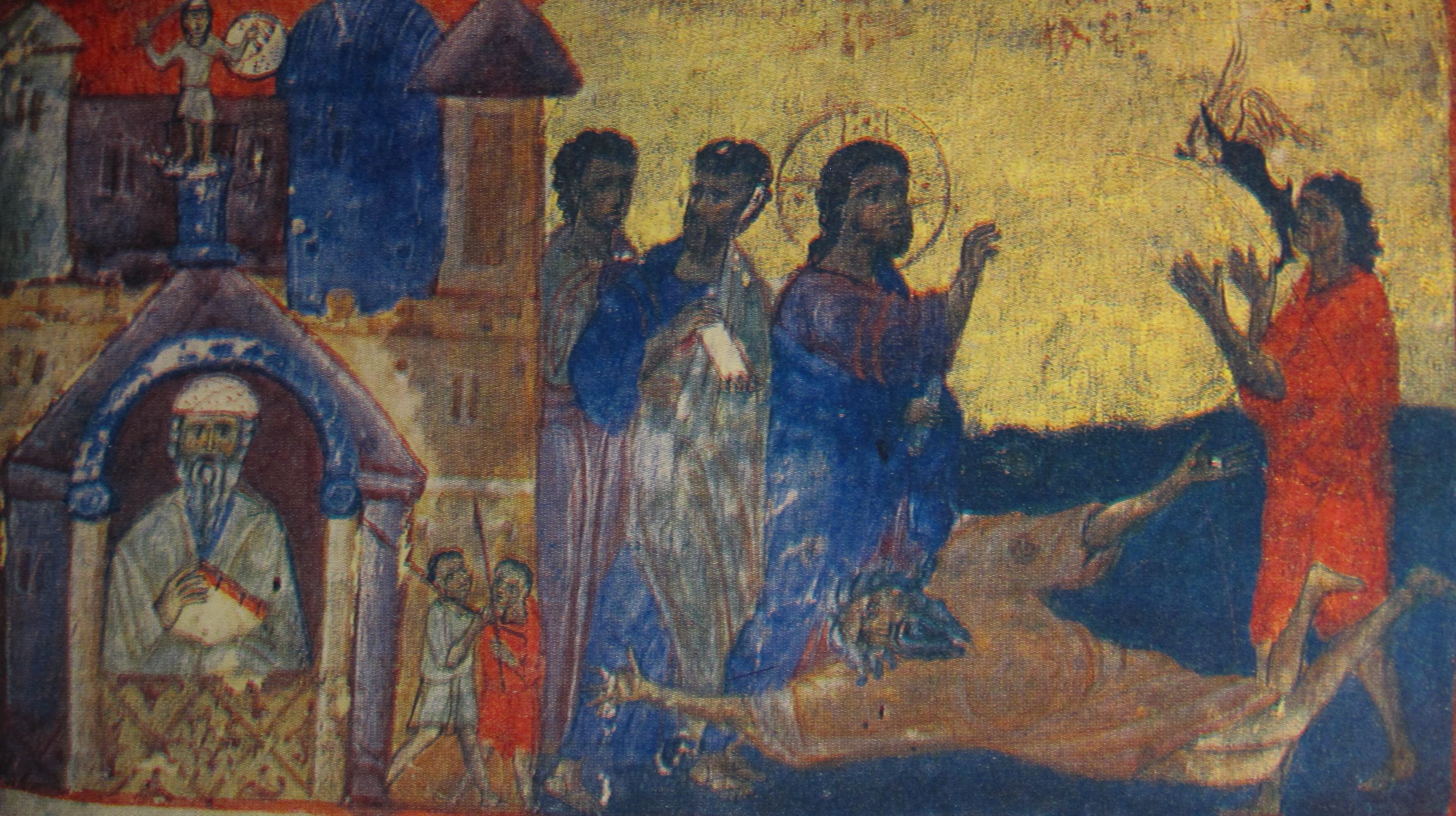
Зцілення бісів (середньовічна мініатюра)
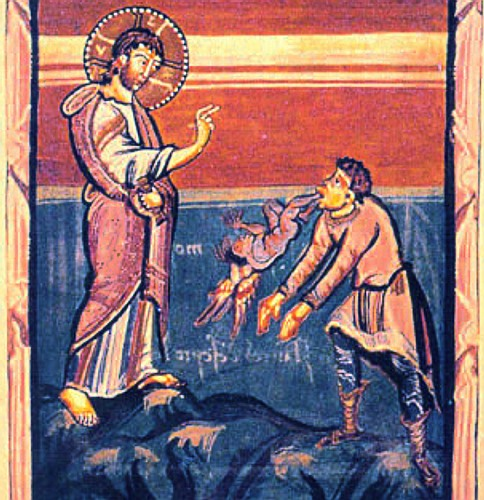
Ісус зцілює від демонів в Герасі. Середньовічна книжкова ілюстрація
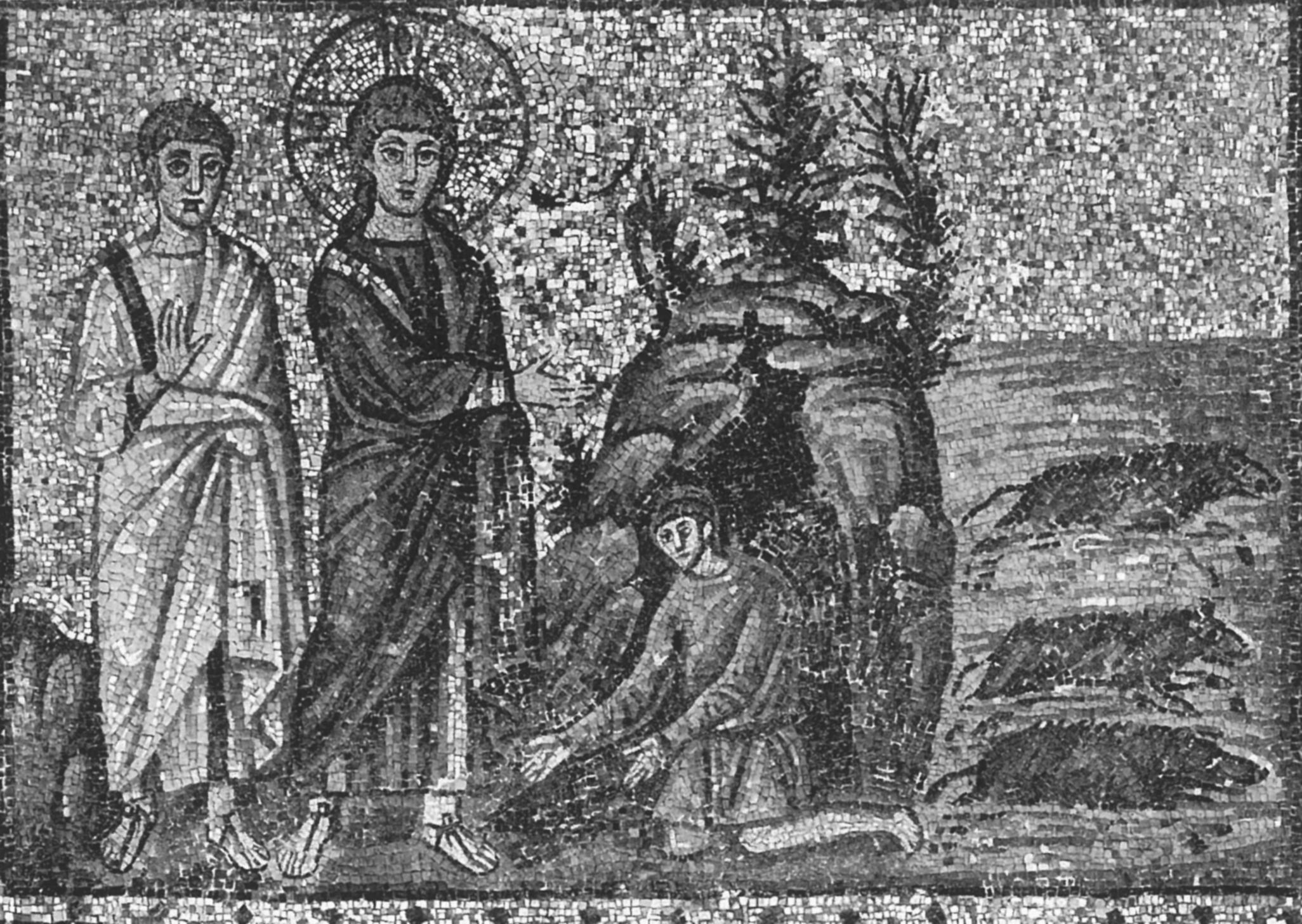
Зцілення демонів. Мозаїка церкви в Равенні

## Вживання крилатого виразу
- В. Скотт, «Айвенго»: «Я бідний служитель святого Франциска, йшов через три ліси і потрапив в руки розбійників … — Не можеш ти мені сказати, святий отець, чи багато там цих бандитів? — Доблесний пан, — відповідав Вамба, — nomen illis legio — ім'я їм легіон».
- І. А. Гончаров. «Звичайна історія»: «Якби він ще був грубий, необтесаний, бездушний, тугодумний, один з тих людей, яким ім'я легіон, яких так безгрішно, так потрібно, так втішно обманювати, для їхнього щастя, які, здається, для того і створені, щоб жінка шукала навколо себе і любила діаметрально протилежних їм, — тоді інша справа: вона, можливо, вчинила б так, як робить велика частина дружин у такому випадку».
- Дон Амінадо. «Потяг на третьому шляху»: «Як жадібно накинулися на столичні сатиричні журнали — „Кулемет“ Шебуева, „Сигнал“ Корнія Чуковського, „Жупел“ Гржебина, „Маски“ Чехоніна, „Глядач“, „Сірий вовк“ та інші, — ім'я їм легіон, — спалахнули як феєрверк, і безслідно зникли в темряві знову насталої ночі».
- Цей вислів став девізом руху Анонімус.